# Xã Washington, Quận Wabaunsee, Kansas
Xã Washington (tiếng Anh: Washington Township) là một xã thuộc quận Wabaunsee, tiểu bang Kansas, Hoa Kỳ. Năm 2010, dân số của xã này là 76 người.